# R・E・D
R・E・D（リアル・エクストリーム・ディフュージョン）は、日本のプロレス団体・DRAGON GATEにかつて存在したヒールユニットである。

## 歴史
2018年9月6日、後楽園大会のメインイベント終了後、Eitaが9月24日大田区大会にて新ユニット名の発表を予告、また他団体の選手、海外を含めユニットの勢力拡大を宣言し、大田区大会である選手の投入を予告した。
9月24日、大田区大会で鷹木信悟を除くANTIAS勢と共に新メンバーKAZMA SAKAMOTOが入場し新ユニット名をREAL EXTREAM DIFFUSION（リアル・エクストリーム・ディフュージョン）と発表した。試合はNATURAL VIBESとの5vs5全面対抗イリミネーションマッチが行われ、Ben-K、KAZMAの2人残りでR・E・Dの初陣を勝利で飾った。なお、リーダーのEitaはオープン・ザ・ブレイブゲート王座戦でドラゴン・キッドに敗れ、王座から陥落した。
10月2日、後楽園ホール大会で鷹木&B×Bハルクvs.Eita&XにおけるXとしてPACが登場し、実に6年3ヶ月ぶりのドラゴンゲートマット復帰となった。
11月4日、大阪大会でEitaが予告していた3人目のX、DAGAが初参戦。同じ日にビッグR清水・吉田隆司がYAMATO・ハルクの持つオープン・ザ・ツインゲート統一タッグ王座に、Ben-Kが吉野正人の持つオープン・ザ・ドリームゲート王座にそれぞれ挑戦した。
12月4日、後楽園ホール大会でPACが吉野からドリームゲート王座を奪取し第28代王者に。
12月23日、福岡国際センター大会で清水・Ben-K（ビッグBen）が王座決定戦をツインゲート王座を、吉田・神田裕之・KAZMAがNATURA VIBES（Kzy・横須賀ススム・堀口元気）からオープン・ザ・トライアングルゲート王座をそれぞれ奪取した。が、Eitaがマスカラ・コントラ・カベジェラでキッドに敗れ、坊主となった。
2019年4月27日、アクロス福岡大会でビッグBenがYAMATO・KAIに敗れ、ツインゲート王座から陥落する。
5月6日の愛知県体育館大会での金網戦で清水が負け残り、ルールに則りBen-Kを追放する。
6月8日、アクロス福岡大会でKING OF GATEを制覇したBen-KがPACの保持するドリームゲート王座への挑戦を表明、7月21日・神戸ワールド記念ホール大会での防衛戦が決定した。
7月21日、神戸ワールド記念ホール大会でYAMATO・KAI組、土井成樹・石田凱士組との3WAY戦を制しツインゲート王座を奪取。一方、PACがBen-Kに敗れドリームゲート王座から陥落した。
10月8日、後楽園大会で同ユニットの奥田啓介に椅子を振りかざし、反則負けを喫したワタナベヒョウが望月道場を離脱、R.E.Dに加入した。一方、セミファイナルでの8人タッグで神田がEitaをボックスで殴打、ウルティモ・ドラゴンをアシストした。試合後、神田は自らユニットを脱退、ウルティモと共闘することを選択した。
10月12日、京都大会でヒョウが“H・Y・O”に改名した。
12月4日、後楽園ホール大会で石田が加入。
12月15日、福岡国際センター大会で吉田・ディアマンテ・H・Y・Oがストロングマシーン軍団を破りトライアングルゲート王座を奪取し、石田がジェイソン・リーを破りブレイブゲート王座を防衛するも、Eita・清水がYAMATO・ハルクに敗れツインゲート王座から陥落した。
12月18日、後楽園ホール大会でハルクが加入。
2020年1月15日、後楽園大会でハルク・KAZMAがツインゲート王座決定トーナメントを制覇し、王座に戴冠。
2月7日、後楽園大会で吉田・ディアマンテ・H・Y・Oがキッド・斎藤了・新井健一郎に敗れ、トライアングルゲート王座から陥落した。
2月29日、大阪大会で石田が堀口元気を破り、ブレイブゲート王座を防衛。
3月1日、大阪大会でハルク・KAZMAがYAMATO・KAIを相手にツインゲート王座防衛戦を行うが、無効試合に終わった。
9月21日、金網サバイバル6WAYマッチにてKAIがYAMATOを裏切り加入したが、旗を取れずに負け残った清水がR.E.Dを追放された。
2022年1月12日、リーダーのEita、石田を追放、ダイヤ・インフェルノが離脱しシュン・スカイウォーカーが加入した。
2月4日、新ユニット名をZ-Bratsに改名した為、R・E・Dはそのまま自然消滅した。

## メンバー
- シュン・スカイウォーカー
- SB KENTo
- HipHop菊田【※欠場中】
- H・Y・O
- B×Bハルク
- KAI（フリー）
- ディアマンテ（CMLL）

## 元メンバー
- Ben-K（2019年5月6日追放）
- PAC（2019年7月21日離脱）
- 神田裕之（2019年10月8日離脱）
- ビッグR清水（2020年9月20日追放）
- 吉田隆司（2021年1月13日追放）
- KAZMA SAKAMOTO（2021年8月1日離脱）
- Eita（リーダー）（2022年1月12日追放）
- 石田凱士 （2022年1月12日追放）
- ダイヤ・インフェルノ（2022年1月12日離脱）

## タイトル歴
- オープン・ザ・ドリームゲート王座

第28代：PAC
（2018年12月4日獲得、2019年7月21日陥落/防衛3回）
第31代：Eita
（2020年8月2日獲得、2020年11月15日陥落/防衛1回）
第34代：KAI
（2021年12月26日獲得、2022年2月4日自然消滅時/防衛0回）
- オープン・ザ・ブレイブゲート王座

第35代：Eita
（2018年7月22日獲得、2018年9月24日陥落/防衛1回）
第39代：石田凱士
（2019年11月4日獲得、2020年11月3日陥落/防衛4回）
第42代：SB KENTo
（2021年8月8日獲得、2021年8月9日剥奪/防衛0回）
第43代：SB KENTo
（2021年9月11日獲得、2022年1月12日陥落/防衛4回）
- オープン・ザ・ツインゲート王座

第44代：ビッグR清水&Ben-K
（2018年12月23日獲得、2019年4月28日陥落/防衛2回）
第46代：Eita&ビッグR清水
（2019年7月21日獲得、2019年12月15日陥落/防衛3回）
第48代：B×Bハルク&KAZMA SAKAMOTO
（2020年1月15日獲得、2020年8月2日陥落/防衛0回）
第50代：B×Bハルク&KAI
（2020年11月15日獲得、2021年3月7日陥落/防衛3回）
第52代：石田凱士&KAZMA SAKAMOTO
（2021年5月5日獲得、2021年7月31日陥落/防衛0回）
第55代：H・Y・O&SB KENTo
（2021年12月26日獲得、2022年1月13日陥落/防衛0回）
- オープン・ザ・トライアングルゲート王座

第64代：神田裕之&吉田隆司&KAZMA SAKAMOTO
（2018年12月23日獲得、2019年7月21日陥落/防衛3回）
第66代：吉田隆司&ディアマンテ&H・Y・O
（2019年12月15日獲得、2020年2月7日陥落/防衛0回）
第69代：吉田隆司&ディアマンテ&KAZMA SAKAMOTO
（2020年9月21日獲得、2020年11月3日返上/防衛0回）
第70代：吉田隆司&KAZMA SAKAMOTO&SB KENTo
（2020年11月3日獲得、2021年1月13日陥落/防衛2回）
第73代：Eita&石田凱士&H・Y・O
（2021年9月20日獲得、2021年12月15日陥落/防衛2回）
第75代：Eita&石田凱士&H・Y・O
（2022年1月12日獲得、2022年1月12日返上/防衛0回）
- KING OF GATE

2020年優勝：Eita